# Desa Sukadami (administrativ by i Indonesien, lat -6,64, long 107,52)
Desa Sukadami är en administrativ by i Indonesien.   Den ligger i provinsen Jawa Barat, i den västra delen av landet, 90 km sydost om huvudstaden Jakarta.